# Het geschonden geweten
The Power and the Glory (Nederlandse titel: Het geschonden geweten) is een roman van de Britse schrijver Graham Greene. De titel is een verwijzing naar de laatste regel uit het Onze Vader. Greene publiceerde het boek in 1940.
The Power and the Glory speelt zich af in Zuid-Mexico begin jaren 30. Het verhaal volgt een naamloze "whiskypriester" die op de vlucht is voor een rabiaat antikatholieke luitenant (gebaseerd op Tomás Garrido Canabal), wiens doel het is religie in zijn deelstaat Tabasco uit te roeien. De whiskeypriester is, na de Cristero-oorlog, de enig overgebleven priester in Tabasco en poogt voor zover het nog gaat zijn religieuze functie te vervullen, terwijl hij tegelijkertijd worstelt met zijn eigen morele zwakheden.
Volgens veel critici is The Power and the Glory Greenes meesterwerk. De roman is driemaal verfilmd.